# Bakhita - La santa africana
Bakhita è una miniserie televisiva del 2009 diretta da Giacomo Campiotti, liberamente ispirata alla vita della santa sudanese Giuseppina Bakhita.

## Trama
Bakhita, un'africana di buon cuore il cui nome significa "fortunata", ha fin da piccola una vita difficile, assiste all'assassinio della madre e viene fatta schiava, subendo soprusi e violenze. Federico Marin, vedovo e con una figlia malata di nome Aurora, la porta in Veneto, a Zianigo, dove le fa accudire la sua bambina. Bakhita si avvicina alla fede cattolica grazie al prete del paese, Antonio, che la difende dalla violenta diffidenza dei contadini e dalla prepotenza del Marin. Durante un'epidemia di vaiolo accudisce con amore i malati insieme a due novizie canossiane venute per accoglierla a Venezia.
A Venezia si occupa degli orfani, viene battezzata e chiede di diventare suora.
Il Marin, volendo continuare ad averla come bambinaia, tenta di opporsi per vie legali, vantando diritti su di lei per il fatto di averla liberata dalla schiavitù.
Il tribunale consente a Bakhita di scegliere il proprio futuro, così lei dichiara di voler rimanere in Italia.
Avvicinandosi alla morte, suor Bakhita fa chiamare Aurora. La donna si reca presso il convento giungendovi però troppo tardi.

## Ascolti
Il primo episodio della miniserie, trasmesso su Rai 1 il 5 aprile 2009, ha totalizzato 5.498.000 telespettatori con uno share pari al 22.04%, il più alto della serata. Il secondo, trasmesso il giorno successivo, ne ha totalizzati 6.498.000 con uno share del 23.36%, ancora il più alto.
La fiction è stata riproposta, sempre su Rai 1, il 2 settembre 2012 nel formato di un film TV, cioè in episodio unico, totalizzando 3.182.000 telespettatori con uno share pari al 15.48%, anche in questo caso il più alto della serata.